# 中华人民共和国外国留学生特权问题
中华人民共和国外国留学生特权问题指中华人民共和国高等院校在招收来自中国以外其他国家留学生时，给予外国留学生包括录取、学费、奖学金、住宿、设施等方面特权或“超国民待遇”所引发的教育公平问题。除此之外，留学生在面临学业考试、学位授予、纪律与法规执行及交友社交方面也曾获得不同程度的特殊待遇。

## 背景

### 拓展国际影响力
虽然中华人民共和国没有涉及国际学生的具体法律，但是相关政策是国际关系的产物，其国际教育合作政策与国家战略紧密相关，国家战略甚至决定了国际教育合作政策。:10自毛泽东时代起，中国共产党及中华人民共和国政府实行“依靠亚非拉，对抗苏美两霸”的外交策略，既有“统战外交”的传统。1970和80年代，中华人民共和国政府进行“长线的投资”，提供资金让包括非洲在内的第三世界国家留学生到中国高等院校学习。这些留学生往往在当地国家有背景和权势，很多人学成之后成为本国高官或外交官，从而有助于在国际上扩大中华人民共和国的对外影响力。进入21世纪，外国留学生的到来也被视为是扩大外交软实力和文化影响力的一环，有助于传播“中国的思想理念价值”。同时，中国政府及中国共产党也正在以来华留学的方式培养非洲下一代的精英群体。
在2015年中非合作论坛约翰内斯堡峰会，中共领导人习近平承诺在未来三年内除直接援助非洲教育以外，中国将会在未来为非洲提供50000个政府奖学金名额，50000个培训机会，邀请2000名非洲人来华交换。在一带一路倡议进一步成为中国高等教育战略的“路线图”后，2017年来自一带一路国家的外国留学生为317,200人，占全部留学生总数的64.85%。教育部留学中心领导、前驻德教育参赞刘京辉在正式讲话中承认面向"一带一路"国家的大幅扩招和校方优待出自政治目的，即与西方国家争夺亚非拉学生、在“一带一路国家”培养亲华势力。2017年中共十九大期间，中国教育部长陈宝生表示：“到2049年，中国将成为世界上人们最向往的留学目的国。”
同时，每年约有1万名非洲官员在中国参加短期课程，课程内容涉及农业和经济发展等方面。通过与非洲各国政府部门官员建立联系有助于中国政府未来施行外交政策。

### 高校国际化
进入21世纪，国际化是中国各校高校追求的目标。外籍学生的人数是评价高校教育国际化的重要因素。但一味追求扩大外籍学生人数，亦在中国高校中产生一系列问题，即使是中国最顶尖的高校亦不可避免。依照2018年中华人民共和国教育部公布的预算：小学教育2018年预算数为41,661.72 万元；高中教育，2018年预算数为122,569.77万元；来华留学教育，2018年预算数为332, 000.00万元，较2017年增长16. 08%。来华留学教育的预算是当年高中教育的两倍，小学教育的八倍。根据2018年中国教育部公布的高校经费，在山东大学97.27亿人民币的2019年预算中，来华留学教育经费为5958万元，超过该校科研经费5606万元。2016年，40%的新来华留学生获得了来自中国政府的资助。
外籍学生与本国学生的奖学金等亦引发争议。以奖学金为例，本国籍学生每年仅有少数人能获得数千元的奖学金。而江苏省教育厅在2014年发布《留学江苏行动计划》中，给予每名外籍学生5万至9万的政府奖学金。2020年时，江苏省将有5万名外籍学生。在2014年时，江苏省人均GDP不过8.1万元，人均可支配收入仅2.7万元。此举引发争议后，江苏省教育厅确认奖学金数额确实如此，但不是每名外籍学生均享有。

### 高校党政化
中国高校由于政府和执政党对高校拥有绝对控制，存在党政化、泛政治化、行政化和官僚化的的问题，而其中党政化是高等教育体制问题的实质与核心。
党政化则以六四事件为背景，中共为回应“89风波”，避免政权颠覆，于1990年下发《关于加强高等学校党的建设的通知》，明确规定中国高校实行党委领导下的校长负责制，确定党委是高校的领导核心，拥有最高的决定权、人事任免权和监督权。相关规定1998年写入了《中华人民共和国高等教育法》，结果是党政权力支配学术权力。泛政治化表现在责任实现机制上，即上级党委和政府把某些任务明确为“政治任务”，上升为能否接受党的领导，能否接受党的考验的政治高度并相应地奖励或惩罚“一把手”。因此导致相关人、财、物品围绕一些“政治任务”来分配，未完成政治任务可对“一把手”“一票否决”。另外，“政治任务”的确定具有很强的随机性、集权性、人治性和等级制特征，扭曲了责任机制，使得大学中完全缺失知识权威和学术使命。
行政化问题包括外部行政化和内部行政化。外部行政化表现在高等学校组织架构行政化，高校在国家教育系统中的地位被行政“格式化”，和行政机关一样具有行政级别，如正部级、副部级、正厅级等，强化了高校对政府部门的依赖和隶属，弱化了独立法人地位，模糊了大学的学术组织的本质和使命。政府可以通过行政手段支配高校。其结果是高校偏重于贯彻对接政府的政策、机构臃肿和官僚主义泛滥，同时削弱了行政服务学术的功能，加强了大学的政治和社会职能，使大学偏离办学宗旨。内部行政化则导致了官僚权力至上，资源分配和收入分配的偏差，行政权力主导学术活动，外行评价并控制内行的问题。官僚化引发高校忽视对利润的关注，更关注表面现象，重视在官员、媒体和公众心目中保持“良好印象”，并把“预算最大化“作为根本目标，导致了权力和机构膨胀的天然倾向，并产生模糊性和滞后性的问题及官僚组织内部信息传递的扭曲。

## 特权形式

### 住宿
中国高校如清华大学宿舍多为四人间，另外也有六人间，而外国留学生则最多为两人间，采用酒店式管理的模式。在内部装修、家具、独立浴室卫生间及空调等方面，留学生宿舍往往优势明显，如山东农业大学曾将内部农大宾馆再装修后当作留学生宿舍。住宿条件及其他生活细节，留学生受到优待是校园内“公开的秘密”。一些学校如无锡职业技术学院和山东财经大学曾发生强制中国学生将条件较好的宿舍腾出让留学生居住的事件。武汉理工大学学生反映该校亚非拉留学生宿舍设有客厅、厨房，而中国大学生宿舍却很破旧。2021年6月，河南科技大学的中国学生因同宿舍楼留学生宿舍装备有空调，而自身宿舍未装备空调却需要忍受40度以上高温，爆发了深夜呐喊的集体抗议活动。不过，有复旦大学新加坡籍留学生反映虽然留学生宿舍条件较好，但需要支付更高的住宿费。

### 奖学金及补贴
1960年代来华的非洲留学生已实现学费和住宿全免，每月津贴从80元人民币涨到100元，是当时中国县团级干部的工资标准。而1962年到中国的阿尔巴尼亚学生津贴为150元，继而引发了非洲学生对中国政府的成见。留学生不受生活必需品凭票供应的限制，每天早餐有牛奶、鸡蛋，可在商店用现金购买任何商品。据当时加纳学生伊曼纽尔·约翰· 海维（Emmanuel John Hevi）反映，由于和中国学生存在严格的交往限制，他过了很久才知道双方物质待遇上的天差地别，1960年时并不知道中国发生了大饥荒。因为享受到了特权，外国留学生感受到了中国人的敌意。因为可以不受限制购买物品，会有中国人以非法的交“手续费”的形式托留学生购买诸如御寒衣物的现象。1990年代中期以来，由于发生了部分非洲留学生毕业后前往第三国就业的问题，与中国政府建设非洲国家的原本目的不符，为方便留学生回国，1996年中国教育部发布文件要求相关部门在学年末为留学生购买返回本国驻中国大使馆前往北京的机票，且在此后形成惯例。:12
21世纪起，外国来华留学生可获得最低6万，最高10万的奖学金，其资源来源部分是中国政府，部分为地方财政。留学生最低的奖学金比中国私营单位平均工资高近30%，并远远超过几亿中国农民。一些大学对外国留学生全额免除学费，并发放每年10万元以上的生活费，而与之相对中国一些顶尖高校博士生每月津贴为2300元。据中国教育部直属的国家留学基金委员会时任秘书长刘京辉，2016年有来自183个国家和地区的49000名国际生获得了中国政府奖学金，其中一带一路国家占61%。2017年，中华人民共和国教育部国际交流与合作司司长许涛表示将每年为10000名来自一带一路国家的学生提供中国政府奖学金。北京大学医学院曾出现汉语不达标需要一年的预科学习考核的菲律宾籍留学生获得47万奖学金的事件。此外，在一带一路倡议下，中国政府每年为10000名外国留学生提供了丝绸之路奖学金。据2021年2月首尔国立大学网站公布的丝绸之路奖学金相关介绍，奖学金包含2年4个学期全部学费，每月60万韩元折合3433元人民币的生活补贴，以及涵盖两个学期单次100万韩元折合5,721人民币的往返机票补贴，申请采用审核制。
其他中国政府奖学金还分为“国别双边项目”、“高校自主招生项目”等多种，具体包含长城奖学金项目（面对发展中国家）、中国-欧盟学生交流项目、东盟大学组织项目、太平洋岛国论坛项目。各省、市政府及大学也为留学生提供奖学金，如江苏省人民政府茉莉花奖学金（全额奖学金免学费，生活费每月补贴1500元）、浙江大学奖学金（全额奖学金免学费、住宿、提供保险，生活费博士生每月2000元，硕士生每月1700元）。政府奖学金具体包含学杂费、教材费、研究考察费、论文指导费、一次性安置费、校内住宿费、医疗保险、每年一次回国往返机票及一张回国往返机票。相关奖学金和月度津贴在过去数年中多次上调。同时，自90年代起自费生的数量也开始逐年增长。:16据联合国教科文组织的2020年《全球教育监测报告》，中国已成为全世界提供奖学金最丰厚的国家之一。同年，中国政府为非洲留学生提供的奖学金已经超过了主要西方国家政府为非洲留学生提供奖学金的总和。

### 录取及考核
外国留学生的录取门槛通常远低于国内学生，如中国人民大学附属中学国际部，只需持有他国护照就可以轻松考入中国知名大学，如清华大学、厦门大学、中国人民大学、中国传媒大学。在招收外国留学生时，多采用“审核制”，取消对国际生的笔试，只需提交申请以及相关证明文件（比如学历证书、考试成绩单、获奖证书等），之后通过面试即可。北京大学需要考语文、数学和英语，但不需要汉语水平考试，引发了“十年寒窗，不如一纸国籍”的现象。一位来自刚果的名叫于诺尔·弗欧的留学生在北京邮电大学开始读本科时“一句中文也不会说”，不过他最终攻克了语言关并获得了研究生学位。也有一位来自欧洲的留学生表示自己由于本科成绩极其糟糕，无法在欧洲进一步深造，但是非常容易就获得了全额中国政府奖学金及每月津贴前往中国攻读硕士。

### 校园设施
中国政法大学和首都师范大学等高校的外国留学生往往有独立于中国学生的留学生单间浴室及游泳池，中国学生被禁止使用。还有东北一所大学设置有留学生专用图书馆，禁止普通学生使用，中部一所大学设置有“仅限国际学生使用”的电动车充电处。

### 校纪执法
据一位复旦大学新加坡籍留学生反映，留学生中确实存在一定程度的态度和品格、经常旷课、不交作业、缺席小组讨论、让别人替他们“背锅”、考试作弊的问题。一些中国高校如福建农林大学的外国留学生在违反学校规章以至于法律时，可只接受批评教育而免于处罚。

### 校园社交
一些中国高校如山东大学和河北师范大学以“学伴”或“多元课堂”的形式，为外国留学生提供了在校园内与中国学生互动的特殊待遇。山东大学青岛校区津巴布韦籍留学生Chapwanya Carter因车祸入院，山大除了提供了全额医保报销费用外，招募了多达25名学生志愿者对该生进行全天候陪护，事件曝光后学校删除了相关公告。2018年，济南大学曾发生辅导员强制系里每个女同学参与和留学生的交流活动，被部分网友质疑该校在“给留学生公然拉皮条”。

## 限制与歧视
1960年代早期来华的留学生需要接受政治灌输，中文课充满了政治内容，如“人民公社像初升的太阳，照亮了中国人民前进的道路”和“党的恩情说不完”等，加纳留学生海维称学了6个月中文还不知道水的中文是什么。在学习化学课时，老师会引用列宁语录中关于物质的定义，与其所学知识发生冲突。当时的非洲留学生面临社会隔离，很难与中国人交朋友，与其交流的中国人会面临社会和政治压力。中国人对来自其他地方的人会以国家清楚划分，唯独对来自非洲的人统称为“黑人”，并将肤色与道德品质挂钩。
21世纪以来，有来自欧洲的留学生反映中国招生官更青睐西方人，在他的WhatsApp群里有40个人申请奖学金，其中37人来自非洲、巴基斯坦和孟加拉国，最终只有另外3个西方人申请成功。一位莫桑比克的学生表示因为自己和欧洲人打交道且会说英语，中国人就认为自己是美国人，因此会受到当地女孩子的欢迎。而如果中国人知道他来自非洲后，就会认为他很穷，不知道iPhone是什么，而每次自己想请中国同学去酒吧的时候，中国同学都会以“我得去图书馆”来回应。他表示自己曾遭到中国人故意朝自己吐口水。同时，在华留学生被禁止参与宗教聚会和政治集会，留学期间禁止就业或经商。

## 影响及回应

### 民间
由于招收留学生时门槛很低奖学金高，一些中国家长使子女在国内接受基础教育，然后以移民的方式让子女获得他国国籍，再以留学生的名义回国绕开竞争激烈的高考进入理想大学。有教育机构甚至以“200分就能上‘211’大学”为宣传语来吸引家长，并催生出跨国高考移民的产业链。
2018年7月，山东律师刘书庆发起联署签名活动，认为相关政策不理性，违反了对自己国民应承担义务，所用资金未经纳税人同意，对本国学生十分不公平，要求政府停止给外国留学生“普惠式”财政补贴，一天内获数百人参与。外国留学生所获的优厚待遇及超低的入学门槛引发了民间的激烈讨论，反对的声音逐渐兴起。
山东大学学伴等事件后，许多中国媒体跟进报道了外籍人士在中国违法但得到宽待的事件，引发部分中国网民的反感，其中包含了一些种族歧视的言论。有关争论又升级为对留学生特权的质疑。一些网民与学者认为在适当给予留学生必要方便的前提下，应将外国留学生和中国学生一视同仁，不应区别对待。同时，民间也不乏“排外情绪”和斥责留学生为“洋垃圾”的声音。
一位名为Mica Lemiski的留学生在Vice媒体上撰文写道：“我的几个朋友从北京回来，人手拿着一踏中国政府给他们价值1200美元的现金，我的反应是‘呃，什么？’这些钱是他们的奖学金，都是崭新的100元钞票。...而且，你根本不需要绩点达到4.0，甚至2.5都不需要就能拿到那笔钱。在我和另外几个去中国交换的学生聊了他们在中国的经历后，我了解到就算你的成绩‘糟糕透顶’，你仍然可以获得奖学金、免费住宿和每月学习补贴。你还可以参加免费酒会，去免费俱乐部，逃课或考试使用手机教授也不会介意。对穷大学生来说，比起真地去上课，探索城市的诱惑更难以阻挡。...不是所有留学生都有同样的特权，白皮肤可以让你获得接近明星一样的待遇，而黑皮肤可能会让你在麦当劳外遭人唾弃或被贴上‘危险分子’的标签。”

### 学校
面对质疑，山东大学起初发文正式回应，指责质疑者别有用心，背后有人指使。在受到官方媒体批判后选择道歉。山大教师则认为学伴制度受到了学生的欢迎，舆论的质疑是恶意曲解。河北师范大学国际文化交流学院指责“个别账号别有用心歪曲事实、恶意炒作的行为，引发网民误读误解，对学院和师生声誉造成严重伤害”并报告公安、网信等部门要求依法处置“不实言论”，最初传播相关信息的账号已删除有关信息。
2019年起，武汉大学曾一次清退了92名留学生，湖北其他多所大学也以违纪或学业不达标清退了部分留学生。12月，复旦大学在修改章程时，加入了“依照国家有关法律、法规和学校的规章制度对外国留学生进行教育和管理。外国留学生应遵守中国的法律、法规及学校的规章制度和纪律，尊重中国的社会公德和风俗习惯，享有相应的权利，履行相关义务。”
北京师范大学新兴市场研究院院长、“一带一路”研究院院长胡必亮认为“我们国家现在和非洲定的奖学金标准很低，（非洲留学生）一人一年也就十万块钱左右。”这些留学生返回本国后就职于政府部门或投身商界，是促进未来与中国合作很重要的种子。

### 政府
中华人民共和国教育部国际合作与交流司表示会推动国内外学生“趋同化”的管理服务，要求高校对留学生进行中国法规、校规教育，“对违规违纪的留学生严肃处理，涉嫌违法犯罪的，配合有关部门依法依规处理，绝不纵容姑息”。不过，教育部还指出："既要对中外学生一视同仁，也要看到来华留学生风俗习惯和语言、文化存在差异，以合理、公平、审慎为原则，帮助来华留学生了解中国国情文化，尽快融入学校和社会。"
2017年中国政府教育部、外交部、公安部联合制定了《学校招收和培养国际学生管理办法》，对留学生在中国进行了限制和规范，其中涉及到宗教信仰、就业、法律法规、校纪校规教育和执行等方面。
2019年7月，中华人民共和国外交部发言人耿爽在被问及山大学伴事件及歧视非洲留学生的言论时表示“针对非洲留学生的言论我没有看到过。...欢迎外国留学生来华学习进修，这对促进中国同有关国家之间的相互了解、增进两国民间友好具有积极意义。...外国留学生也是外国公民，他们在中国应当遵守中国的法律法规，同时他们的各项权利和自由也会依法得到保障。”